# وضعیت حفاظت از محیط زیست
وضعیت حفاظت از محیط زیست معیاری است در زیست‌شناسی، که برای ارزیابی میزان تغییر زیستگاه و حفاظت از زیستگاه یک منطقه استفاده می‌شود. از آن برای تعیین اولویت‌های حفاظت نیز استفاده می‌شود. مقیاس منطقه ای این ارزیابی به یکی از سه دسته وسیع طبقه‌بندی می‌شوند: «بحرانی/در معرض خطر» (CE)، «آسیب پذیر» (V)، یا «نسبتاً پایدار/نسبتاً دست نخورده» (RS) از دریافت این آمار برای ارزیابی جنگل‌ها و مناطق زیستی استفاده می‌شود تا اولویت حفاظت از محیط زیست مشخص شود.